# Abell S 373

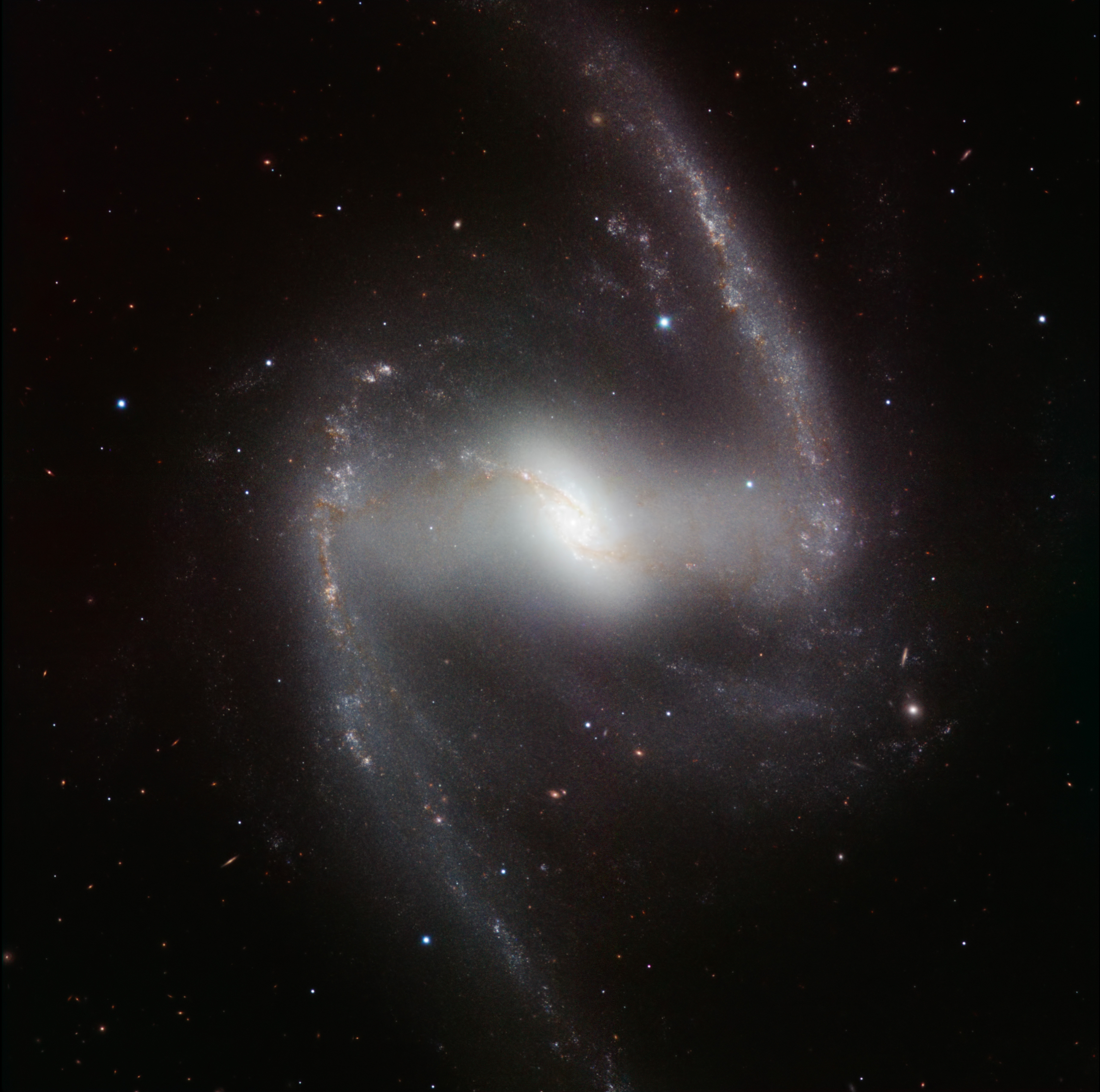
Az NGC 1365 galaxis a Fornax-halmaz néhány spirálisának egyike, a galaxis magját porból álló sáv keresztezi

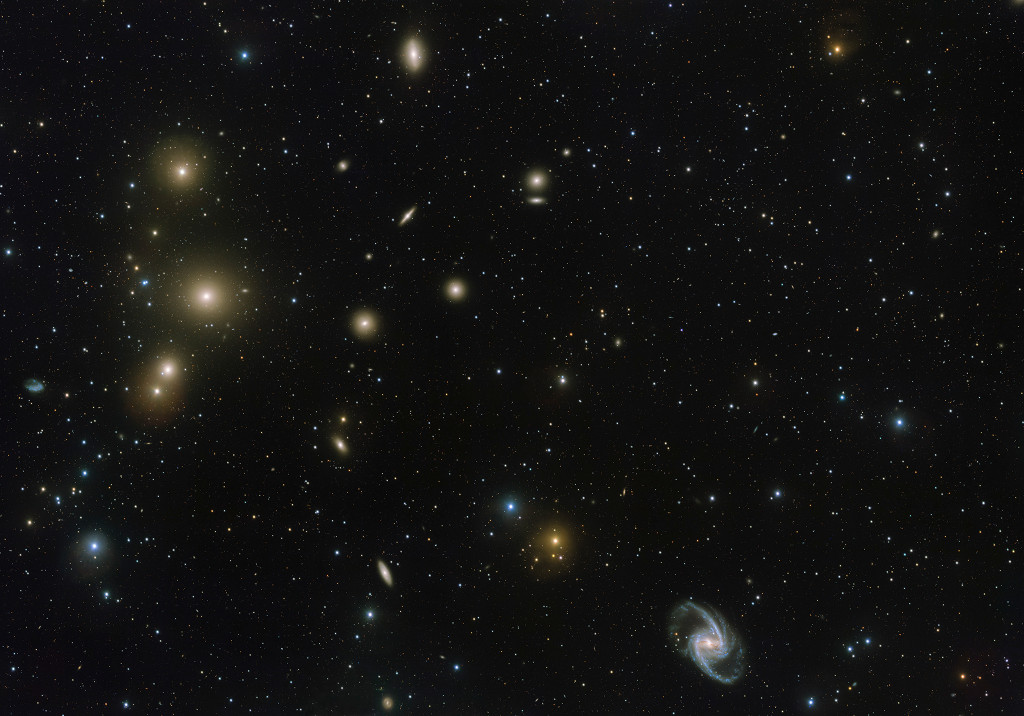
A Fornax-halmaz középső részén találjuk az NGC 1399-et (a kép közepétől balra fölfelé) és az NGC 1365-öt (jobbra lent). Az elliptikusok uralják az összképet

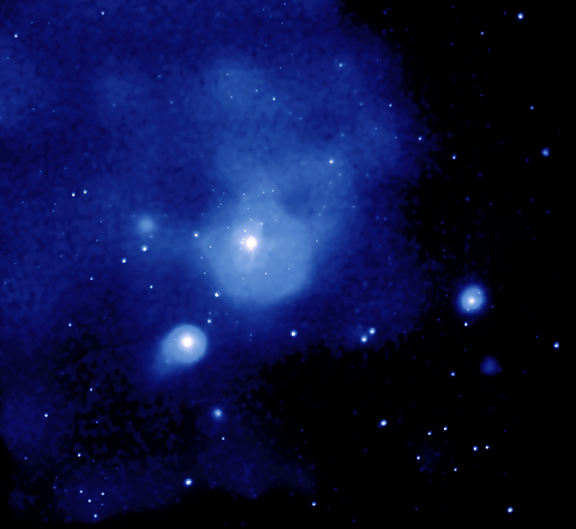
A Fornax-halmazról készült képen a röntgentsugárzó gáz kéknek látszik. Mindkét központi galaxis gáznyúlványokat húz maga után, ami arra utal, hogy az egész halmaz egy ritkább felhő belsejében mozog.

Az Abell S 373, vagy Fornax halmaz a Kemence csillagképen található, egy viszonylag közeli galaxishalmaz, távolsága 65 millió fényév, ami körülbelül ugyanakkora, mint a Virgo-halmazé. A Fornax halmaz azonban fejlődése későbbi stádiumában jár. A spirálgalaxisok ritkák benne, a halmaz legtöbb galaxisa elliptikus, amelyek egyenletes eloszlást mutatnak az NGC 1399 óriás elliptikus körül. A nagyok között megbújó törpegalaxisok többnyire elliptikusak, ami azt jelenti, hogy a galaxisok közötti kölcsönhatások elég hosszú időn keresztül működhettek, és a csillagkeletkezéshez alkalmas minden nyersanyagot elszívtak. A halmaz fejlődésére vonatkozó fenti elgondolást a Chandra röntgen-obszervatórium megfigyelései is alátámasztották.
| Fornax-halmaz      |                                  |
| ------------------ | -------------------------------- |
| Katalógusszám      | Abell S 373                      |
| Távolság           | 65 millió fényév (a középpontig) |
| Galaxisok száma    | 54 nagyobb galaxis               |
| Legfényesebb tagja | NGC 1316 (9,8)                   |